# Erwann Menthéour
Erwann Menthéour (Brest, 29 juni 1973) is een Frans voormalig wielrenner die in het verleden één seizoen, in 1997, uitkwam voor Française des Jeux. Hij was een van de getuigen tijdens de Festina-affaire, nadat hij een boek had geschreven over het gebruik van doping in de wielersport. Zijn eigen carrière werd in 1997 beëindigd nadat hij, als eerste renner ooit, werd verdacht van epo.
Na zijn carrière als wielrenner begon hij een carrière als zanger. Hij bracht een single uit bij Universal Music: "Un ange, un frère, une soeur" ("Een engel, een broeder, een zuster"). Daarnaast schreef hij twee boeken: "Secret défonce" ("Geheime trip"), over dopinggebruik en "Renaissance" ("Wedergeboorte"), een roman.
Menthéour is de jongere broer van de in 2014 overleden oud-wielrenner en cameraman Pierre-Henri Menthéour.

## Overwinningen
1992
- Manche Océan

## Resultaten in voornaamste wedstrijden
| Jaar | Milaan-San Remo |
| ---- | --------------- |
| 1996 | 82e             |